# اولاکسسون تامبا
اولاکسسون تامبا (انگلیسی: Olaxson A Tamba؛ زادهٔ ۱۰ ژوئن ۲۰۰۳) بازیکن فوتبال است که در پست مهاجم بازی می‌کند.
وی در تیم‌های ملی فوتبال زیر ۱۷ سال تایلند, زیر ۱۹ سال تایلند، و زیر ۲۳ سال تایلند بازی کرده است.